# Биа
Биа (англ. Bia, фр. Bia) — река в Западной Африке.
Длина реки составляет 300 (или 260) километров, площадь бассейна — 9300 км². Средний расход воды — 83 м³/с.
Река берёт начало в Гане, в 40 километрах к западу от города Суньяни. На территории Кот-д’Ивуара река течёт с севера на юг; она впадает в лагуну Аби Атлантического океана. Имеет ряд притоков. Возле города Аяме на реке построены две гидроэлектростанции — Аяме-I (год постройки 1959) и Аяме-II (1965), которые снабжают электроэнергией город Абиджан и юго-восток Кот-д’Ивуара.
На реке расположен одноимённый национальный парк и биосферный резерват.